# Pectinoacasta zevinae
Pectinoacasta zevinae is een zeepokkensoort uit de familie van de Archaeobalanidae.